# Conselho Nacional Palestino
O Conselho Nacional Palestino (CNP) (em árabe:  المجلس الوطني الفلسطيني, "'Almajlis Alwataniu Alfilastiniu"') é o órgão legislativo da Organização para a Libertação da Palestina (OLP). O CNP é responsável pela eleição do Comitê Executivo da OLP, que assume a liderança da organização entre suas sessões e pela formulação das políticas e programas do OLP. Ele serve como o parlamento que representa todos os palestinos dentro e fora dos territórios palestinos, e todos os setores da comunidade palestina em todo o mundo, incluindo partidos políticos, organizações populares, movimentos de resistência e figuras independentes de todos os setores da vida.
O Conselho se reúne formalmente a cada dois anos. As resoluções são aprovadas por maioria simples, com quorum de dois terços. O CNP elege seu próprio presidente.

## Estrutura
Os candidatos ao CNP são indicados por um comitê que consiste no Comitê Executivo da OLP, o presidente do CNP e o comandante-chefe do Exército de Libertação da Palestina. Após a nomeação, os candidatos do CNP são eleitos pela maioria de todos os membros do CNP. No entanto, devido à impossibilidade de realizar eleições, as eleições do CNP nunca foram realizadas e a maioria dos membros são nomeados pela comissão executiva.
Em 1996, quando o Conselho teve que votar a revisão do Pacto Nacional Palestino (também chamado de Carta Nacional Palestina), o número total de membros do CNP foi aumentado de 400 para cerca de 800. Em 2009, cerca de 700 deles permaneceram.Já em 2003, o presidente do CNP era Salim Zanoun e o CNP tinha 669 membros; 88 são do primeiro Conselho Legislativo Palestino (CLP), 98 representam a população palestina que vive na Cisjordânia e Faixa de Gaza e 483 representam a diáspora palestina. Embora o CNP tenha vários membros do CLP, não é um órgão da Autoridade Palestina. Em vez disso, é o equivalente ao Conselho Legislativo Palestino da Autoridade Palestina.
Em 2012, a sede da PNC ficava em Amã e uma filial em Ramallah.

## História
O primeiro CNP, composto de 422 representantes, reuniu-se em Jerusalém em maio de 1964 e adotou o Pacto Nacional Palestino. Também estabeleceu a OLP como a expressão política do povo palestino e elegeu Ahmad Al-Shuqeiry como o primeiro presidente do Comitê Executivo da OLP. Na conferência estiveram representantes de comunidades palestinas na Jordânia, Cisjordânia, Faixa de Gaza, Síria, Líbano, Kuwait, Iraque, Egito, Catar, Líbia e Argélia.
As sessões subsequentes foram realizadas no Cairo (1965), Gaza (1966), Cairo (1968-1977), Damasco (1979-1981), Argel (1983), Amã (1984), Argel (1988), Gaza (1996 e 1998), Ramallah (2009).
Na reunião de fevereiro de 1969 no Cairo, Yasser Arafat foi nomeado líder da OLP. Ele continuou a ser o líder da OLP (às vezes chamado de presidente) até sua morte em 2004.
Em uma reunião de novembro de 1988 em Argel, o CNP aprovou a Declaração de Independência Palestina por um voto de 253 a favor 46 contra e 10 abstenções.
Após a assinatura dos Acordos de Oslo em 1993, o CNP se reuniu em Gaza em abril de 1996 e votou 504 a 54 para anular as partes do Pacto Nacional Palestino que não reconhecia o direito de Israel de existir, mas a própria carta não foi alterada formalmente ou reescrita. Um de seus membros mais proeminentes, o estudioso e ativista palestino-americano Edward Said, deixou o CNP porque acreditava que os Acordos de Oslo vendiam a abertamente o direito dos refugiados palestinos de retornar às suas casas em Israel pré-1967 e não levaria a um paz duradoura.
Em dezembro de 1998, o CNP se reuniu em Gaza por insistência do primeiro-ministro israelense Benjamin Netanyahu, que considerou isso uma condição para a continuação do processo de paz. Na presença do presidente dos Estados Unidos Bill Clinton, reafirmou novamente a anulação das partes do Pacto que negavam o direito de existência de Israel, mas ainda não alterou formalmente ou reformulou o Pacto. Clinton fez um discurso no evento apelando ao CNP para não permitir que suas queixas contra Israel sufocassem o progresso palestino.
Pela primeira vez em 22 anos, desde sua última reunião plena em 1996, os 700 membros do CNP se reuniram em 30 de abril de 2018 em Ramallah para discutir os acontecimentos recentes, mas muitos grupos não compareceram, incluindo o Hamas (o principal partido político palestino), o Movimento da Jihad Islâmica na Palestina e Frente Popular pela Libertação da Palestina. O CNP também preencheu as vagas no Comitê Executivo da OLP com pessoas leais ao presidente palestino Mahmoud Abbas.